# Xanthia clara
Xanthia clara là một loài bướm đêm trong họ Noctuidae.